# Чрмлєншак
Чрмлєншак (словен. Črmljenšak) — поселення в общині Ленарт, Подравський регіон‎, Словенія.